# Sotigena dulcis
Sotigena dulcis là một loài bướm đêm trong họ Erebidae.